# Baraki (Algérie)
Pour les articles homonymes, voir Baraki.
 (octobre 2010).
Si vous disposez d'ouvrages ou d'articles de référence ou si vous connaissez des sites web de qualité traitant du thème abordé ici, merci de compléter l'article en donnant les références utiles à sa vérifiabilité et en les liant à la section « Notes et références ».
Baraki (en arabe : براقي, en berbère : ⴱⴰⵕⴰⵇⵉ) est une commune de la wilaya d'Alger en Algérie, située dans la banlieue sud-est d'Alger.

## Géographie

### Situation
Baraki est située à environ 14 km au sud-est d'Alger et à 35 km au nord-est de Blida.

### Distances
| Ville    | Alger | Blida | Tipaza | Médéa | Boumerdes | Bouïra | Sétif  | Constantine | Oran   | Tizi-Ouzou |
| -------- | ----- | ----- | ------ | ----- | --------- | ------ | ------ | ----------- | ------ | ---------- |
| Distance | 18 km | 35 km | 70 km  | 67 km | 36 km     | 100 km | 280 km | 380 km      | 310 km | 102 km     |

### Communes limitrophes
| Djasr Kasentina, Forêt de Saoula.         | Bourouba, El Harrach | Les Eucalyptus |
| Djasr Kasentina, Saoula, Forêt de Saoula. | Baraki               | Les Eucalyptus |
| Birtouta                                  | Sidi Moussa          | Sidi Moussa    |

### Hydrographie
La commune est traversée par l'Oued El Harrach. Des travaux de dépollution lancés en 2012 ont permis de réaménager 18.2 km de l'oued et de la rendre navigable sur 6.

### Urbanisme
La commune est composée de plusieurs quartiers anciens et nouveaux. La Cité Recazin  et la Cité Diar El-Baraka sont les anciens quartiers qui constituent le centre-ville historique de Baraki.
À l'est, se trouvent la localité de Benghazi et la Cité Baraki Est (Ex. Delbose). À l'ouest, se situe la localité de Bentalha et au sud-ouest, se trouvent la cité Mihoub et la Cité des 700 Logements. Au sud, se situent : la Cité 2004 Logements, la Cité des 13 hectares  et la Cité Touileb (El-Merdja). Et au sud-est, la localité de Menaçeria.
Principaux quartiers et cités de la commune :
- Cité Recazin : lotissement inauguré en 1947 pour les Européens, il couvre une surface de 240 ha, réparti en parcelles d'une superficie qui varie entre 1000 et 1 250 m2, il constitue aujourd'hui le centre-ville.
- Cité Diar El-Baraka : quartier construit en 1959 dans le cadre du plan de Constantine, dans un style architectural mauresque et destiné aux Algériens.
- Cité 2004 Logements : quartier inauguré en 1982, constitué d'habitations à loyer modéré et destiné à reloger les habitants de quartiers précaires du centre-ville d'Alger.
- Cité El-Merdja.
- Cité El-Mihoub.
- Menaceria.
- Cité Bentalha: anciennement Saint Raphäel.
- Cité Benghazi.
- Haï Sidi Salah : communément Haouch Biga constitué d'habitations précaires.
- Cité 13 Hectares : lotissement créé en 1994, composé de lots de 240 m² pour bâtir des constructions individuelles de R+2.
- Cité Baraki Est (Delbouz) : lotissement créé en 1988, composé de lots de 168 m² pour bâtir des constructions individuelles de R+2.

|  |  |  | . |

## Histoire
Baraki était un village de la Mitidja créé par les militaires français entre 1830 et 1870 à côté d'un vieux village arabe.
Pendant la Première Guerre mondiale, le village a servi de base de dirigeables. Le dirigeable Astra-Torrès AT-6 (en), commandé par l'enseigne de vaisseau Denoix, effectue la première traversée aérienne métropole - Algérie le 17 novembre 1917, entre Aubagne et Baraki.
Le 1er avril 1937, le 602e groupe d'infanterie de l’air (GIA), un régiment de parachutistes français, est créé à Baraki.
Les décrets n° 59-321 du 24 février 1959 et n° 60-163 du 24 février 1960, qui ont formé le 'Grand Alger', et ont réorganisé la commune d'Alger en agglomérant au centre ville douze anciennes communes de la périphérie, et la divisant en dix arrondissements. Baraki a été intégré au 10e arrondissement avec El-Harrach (Maison-Carrée) et Oued Smar.

## Administration
La commune de Baraki est créée en 1958 mais sera très vite a été intégré au 10e arrondissement avec El-Harrach (Maison-Carrée) et Oued Smar de la ville d'Alger.
À l'indépendance, elle fait toujours partie du 10e arrondissement de la ville d'Alger jusqu'au 19 février 1977 et la transformation de celui-ci en commune d'El Harrach dont elle fait partie. Ce n'est qu'en 1984 que sera recréée la commune de Baraki. En 1991, Baraki est élevé au rang de chef-lieu de la nouvelle daïra de Baraki qui regroupe les trois communes de Baraki, Les Eucalyptus et Sidi Moussa.

### Assemblée Populaire communale
L'assemblée populaire communale (APC) est composé de 33 membres élus pour un mandat de 5 ans aux élections locales. À sa tête, le maire qui porte le titre de Président d'APC[réf. nécessaire].

### Liste des maires
| Période    | Période    | Identité                            | Étiquette        | Qualité                |
| ---------- | ---------- | ----------------------------------- | ---------------- | ---------------------- |
| 25.02.1977 | 12.12.1979 | Ali Moussa                          | FLN              |                        |
| 12.12.1979 | 12.12.1984 | Ali Moussa                          | FLN              |                        |
| 12.12.1984 | 12.12.1989 | Amar Mohad                          | FLN              | Instituteur            |
| 12.06.1990 | 29.03.1992 | Mohamed Laïfa                       | FIS              | Enseignant             |
| 29.03.1992 | 23.10.1997 | Président d'Exécutif Communal (DEC) |                  |                        |
| 23.10.1997 | 10.10.2002 | Mohamed Titbirt                     | RND              | Instituteur            |
| 10.10.2002 | 29.11.2007 | Mébarek Haddad                      | Islah            | Enseignant             |
| 29.11.2007 | 29.11.2012 | Azeddine Chafâa                     | FLN              |                        |
| 29.11.2012 | 23.11.2017 | Amar Mohad                          | RND              | Instituteur            |
| 23.11.2017 | 23.08.2021 | Ghazi El Hadj                       | Front Moustakbal | Inspecteur d'Education |
| 24.08.2021 | 27.11.2021 | Mohamed Tababouchet                 |                  | par intérim            |
| 27.11.2021 | 2026       | Smaïn Bedrine                       | RND              | Conseiller éducatif    |

## Codification postale
Les codes postaux attribués avant 2008 étaient :
- Baraki : 16210
- Baraki Si Lakhdar : 16211

Depuis 2008, les codes postaux utilisés sont :
- Baraki : 16027
- Baraki Bd Mohamed Belarbi : 16139
- Baraki Si Lakhdar : 16083
- Baraki Cité 360 Logts : 16141
- Bentalha : 16143
- Baraki Haouche El Mihoub : 16224

## Démographie
La commune de Baraki compte 115 016 habitants en 2000, soit 4 % de la population totale de la wilaya d'Alger. Elle est classée comme la sixième commune la plus peuplée après Sidi M'hamed, Alger-Centre, Kouba, Bachdjerrah et Bourouba.
| 1987   | 1998   | 2008    |
| ------ | ------ | ------- |
| 68 839 | 95 247 | 116 375 |

### Pyramide des âges
| Hommes | Classe d’âge | Femmes |
| ------ | ------------ | ------ |
| 0,91   | 80 ans et +  | 0,80   |
| 2,71   | 70 à 79 ans  | 2,69   |
| 3,93   | 60 à 69 ans  | 4,10   |
| 7,47   | 50 à 59 ans  | 7,17   |
| 12,06  | 40 à 49 ans  | 11,94  |
| 16,72  | 30 à 39 ans  | 16,84  |
| 20,00  | 20 à 29 ans  | 20,21  |
| 18,28  | 10 à 19 ans  | 18,31  |
| 17,82  | 0 à 9 ans    | 17,75  |
| 0,10   | nd           | 0,18   |

## Voies de communication et transport

### Voies routières
- Routes nationales (RN) :

* A1, autoroute Est-Ouest :l'autoroute Est-Ouest rejoigne Baraki au niveau de l'échangeur de Bentalha.
* Rocade Sud d'Alger : Baraki est reliée avec la rocade Sud d'Alger par l'échangeur de Sidi Arcine.
* Radiale Oued Ouchayah-Baraki : reliant Alger en direction de Baba Ali et Blida.
- Chemins de Wilaya (CW) :

* CW14 : Baraki est traversée par le CW14 qui relie Sidi Moussa à Bougara dans la wilaya de Blida .

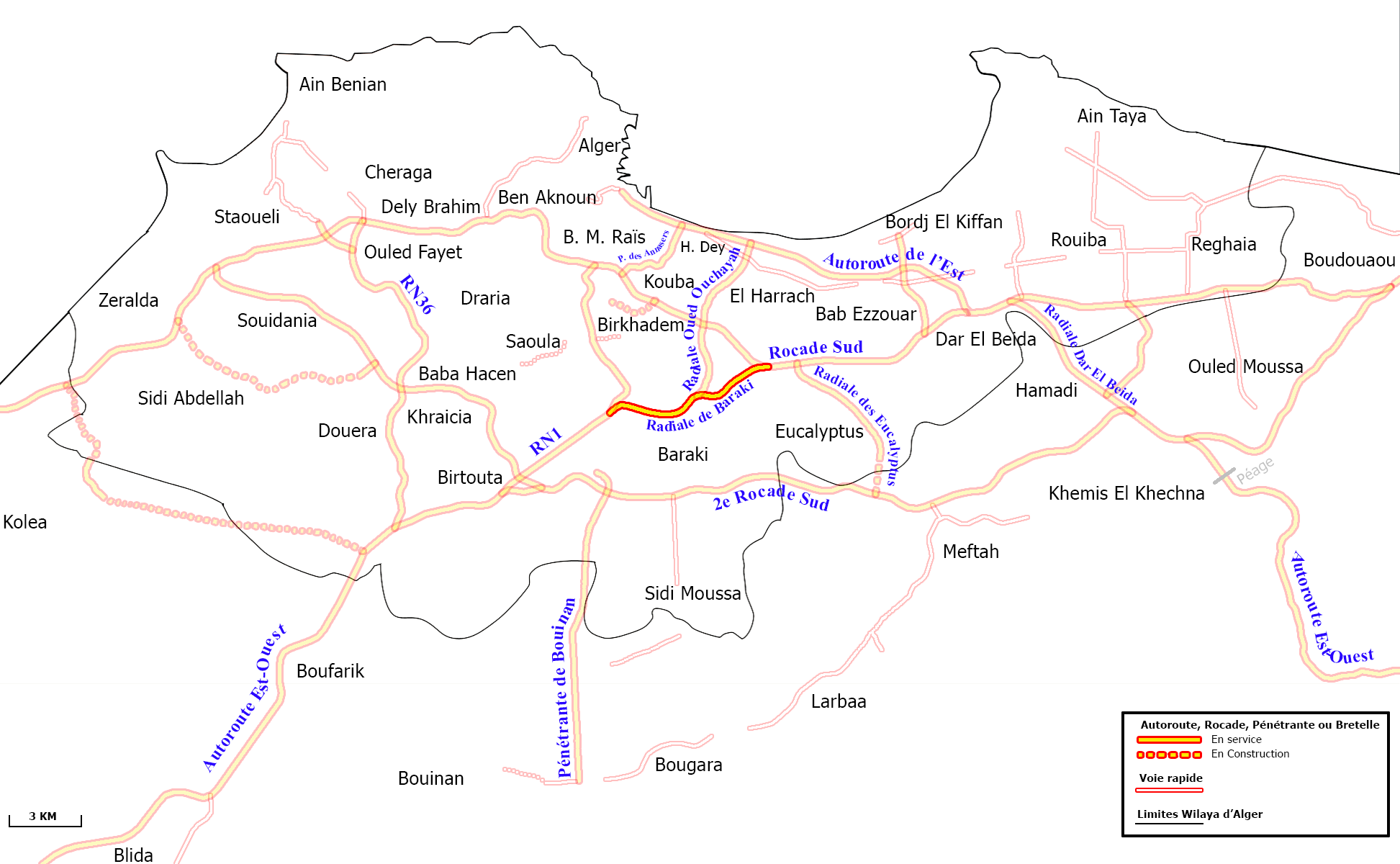
Radiale Rocade Sud

### Transport en commun
- Métro d'Alger :

L'extension de la ligne C1 de Aïn Naadja vers Baraki est en cours de réalisation et la mise en service de la 01ère station Mohamed Belarbi est prévue en 2025.
- Bus :

Baraki est desservie par les lignes de bus de l'ETUSA (RSTA),
* Ligne ETUSA no 67 : Haï Badr - Baraki
* Ligne ETUSA no 105 : Baraki - Bachdjerrah
* Ligne ETUSA no 124 : Sidi Moussa - Baraki - El Harrach
* Ligne ETUSA no 641 : Baraki - Ben Aknoun - Aïn Malha
* Ligne ETUSA no 642 : Baraki - Alger-Centre (Station 2 Mai)
* Ligne ETUSA no 643 : Baraki - El Harrach - Hôpital Zemirli
* Ligne ETUSA no 644 : Baraki - Les Eucalyptus
* Ligne ETUSA no 645 : Baraki - Bir Mourad Raïs - Les vergers
* Ligne ETUSA no 646 : Baraki - Kouba (Ben Omar) - Gué de Constantine
* Ligne ETUSA no 647 : Baraki - Birkhadem - Aïn Naâdja
* Ligne ETUSA no 675 : Birtouta - Baraki
* Ligne ETUSA no 683 : Les Eucalyptus - Baraki, via Ronda.

## Économie

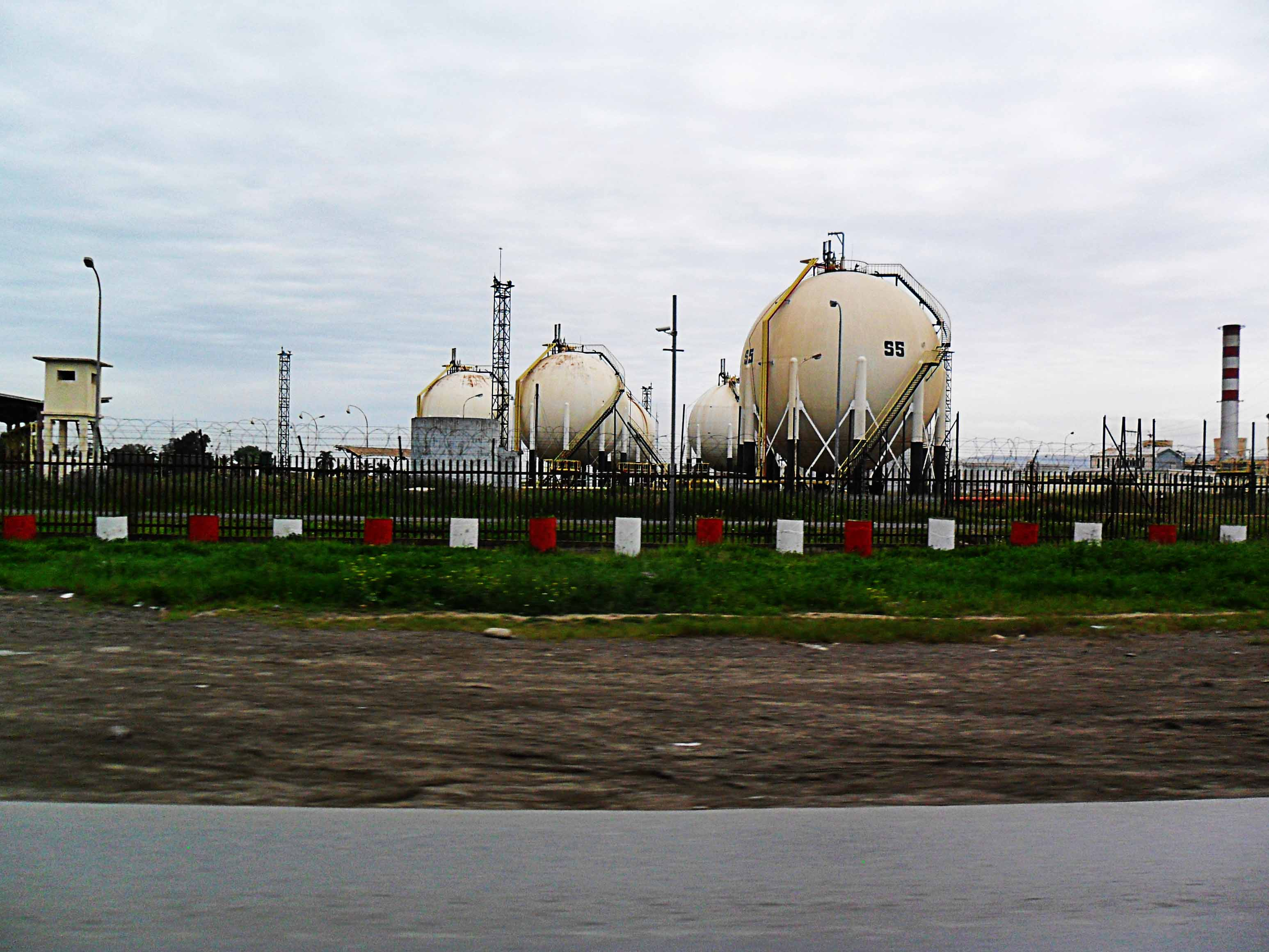
Raffinerie de Sidi Arcine

La commune de Baraki abrite une raffinerie de pétrole implantée à Sidi Arcine. Sa superficie est de 182 hectares.
Elle est mise en service en février 1964 par un groupement de compagnies étrangères. La raffinerie d’Alger, par abréviation « RA1G » est rattachée à la division raffinage dont le siège est implanté au même endroit et qui est rattachée à l'activité aval, Oran du groupe pétrolier Sonatrach. Elle traite le pétrole brut provenant de Hassi Messaoud, pour satisfaire la demande en carburant et gaz (essence, kérosène, gazole, GPL, propane, butane) et exporter d’autres produits tels que le naphta et le fioul destinés à l'exportation. Le siège de la Sonatrach (Activité transport par canalisation) est situé à Baraki. Sa mission est d’assurer l’acheminement des hydrocarbures.

## Institut national de recherche forestière
Cette commune abrite la station de recherche forestière de Baraki rattachée à l'Institut national de recherche forestière.

## Éducation
- École des sourds-muets.

### Enseignement scolaire
Les établissements d'enseignement scolaire de Baraki relèvent de la direction d'éducation d'Alger Est.
|                               | Publics | Privés |
| ----------------------------- | --- | --- |
| Écoles primaires              | 1. École primaire Ahmed Ben Attou. 2. École primaire Ahmed Belkhodja. 3. École primaire Essalem. 4. École primaire 20 août. 5. École primaire 18 février. 6. École primaire Mohamed Laïd Al Khalifa. 7. École primaire 08 mai 1945 I 8. École primaire 08 mai 1945 II, située à Delboz 9. École primaire Mouloud Kacem Naït Belkacem. 10. École primaire Abi Dhir El Rhifari. 11. Écoles primaires 11 décembre 1960 I, II et II. 12. École Abdelhamid Ben Badis situé à Bentalha. 13. École Doukani Saïd, située à Menaceria. 14. École Emir Abdelkader. | 1. École Naïla, située à la cité Touileb. 2. École Le Grand Phare, située à Bentalha. 3. École El Madrassa Cheikh Hadj Kaddar, située à Mahdi Boualem, 4. École Fitia, située à Bentalha |
| Collèges d'Enseignement Moyen | 1. CEM Maârakat El-Yarmouk 01. 2. CEM Ibn Taïmia, 3. CEM El-Merdja Echerquia. 4. CEM Bachir Bouguerra, anciennement dites (Maârakat El-Yarmouk 02) à Delboz. 5. CEM Madani Douibi, situé à Cité 2004 logts. 6. CEM Mohamed Benchtara. 7. CEM Chaieb Yahia. 8. CEM Bachir Djemaa. | |
| Lycées                        | 1. Lycée Tarek Ibn Ziyad 1. 2. Lycée Tarek Ibn Ziyad 2. 3. Lycée Baha Mekaoui. 4. Lycée Mohamed Touileb, situé au quartier El-Merdja. 5. Lycée Ahmed Hammani, situé au quartier de Bentalha. | |

### Enseignement professionnel
- Centre de Formation Professionnelle et d'Apprentissage (CFPA) Zennouche Youcef.
- Centre de Formation de Couture (Filles), situé au boulevard Mohamed Belarbi.

## Vie quotidienne

### Clubs et sections sportives
- Handball :

— Chabab Riadhi Baladiat Baraki (CRBB) : club de handball évoluant en division Excellence qui a réalisé de bonnes performances au niveau national ces dernières années.
- Football :

— Djemiaa Riadhia Baladiat Baraki (DRBB) : club de football, crée en 1947 (violet et blanc) qui a évolué en Division 2 durant deux saisons sportives 1984-1985 et 1985-1986. Actuellement, il joue à la ligue inter-région D4.
— Mostakbal Riadhi Baraki (MRB) : club de football, crée en 1974 (orange et violet).
— Widad Riadhi Bentalha (WRB) : club de football (jaune et noir), basé dans le quartier de Bentalha qui a évolué pendant les années 2010 au D2 mais actuellement il ne figure plus dans la sphère du football algérien.
— FA Baraki (FAB) : club de football (rouge et bleu), crée en 1991.
— Etoile Sportive Club Baraki (ESCB) : club multi-sport (foot-ball / basket-ball / volley-ball / rafle et billard / la lutte / thanh long vo dao / natation / aérobic) , crée en 2008 le president Mr Bairi fouad ex boxeur . plus de 350 athlète inscrite saison 2022/2023
― Mouloudia Olympique Bentalha (MOB) : club de football (noir et vert), crée en 2016 et basé dans le quartier de Bentalha.
- Boxe :

— Union Sportive de Baraki (USB), section boxe, crée le 02.09.1979 et qui devenue une école par excellence en se classant parmi les trois meilleures équipes de boxe au niveau national.
- Karaté :

— Amel Riadhi Baladiat Baraki (ARBB) : club de Karaté Do, crée en 2010.

### Infrastructures sportives

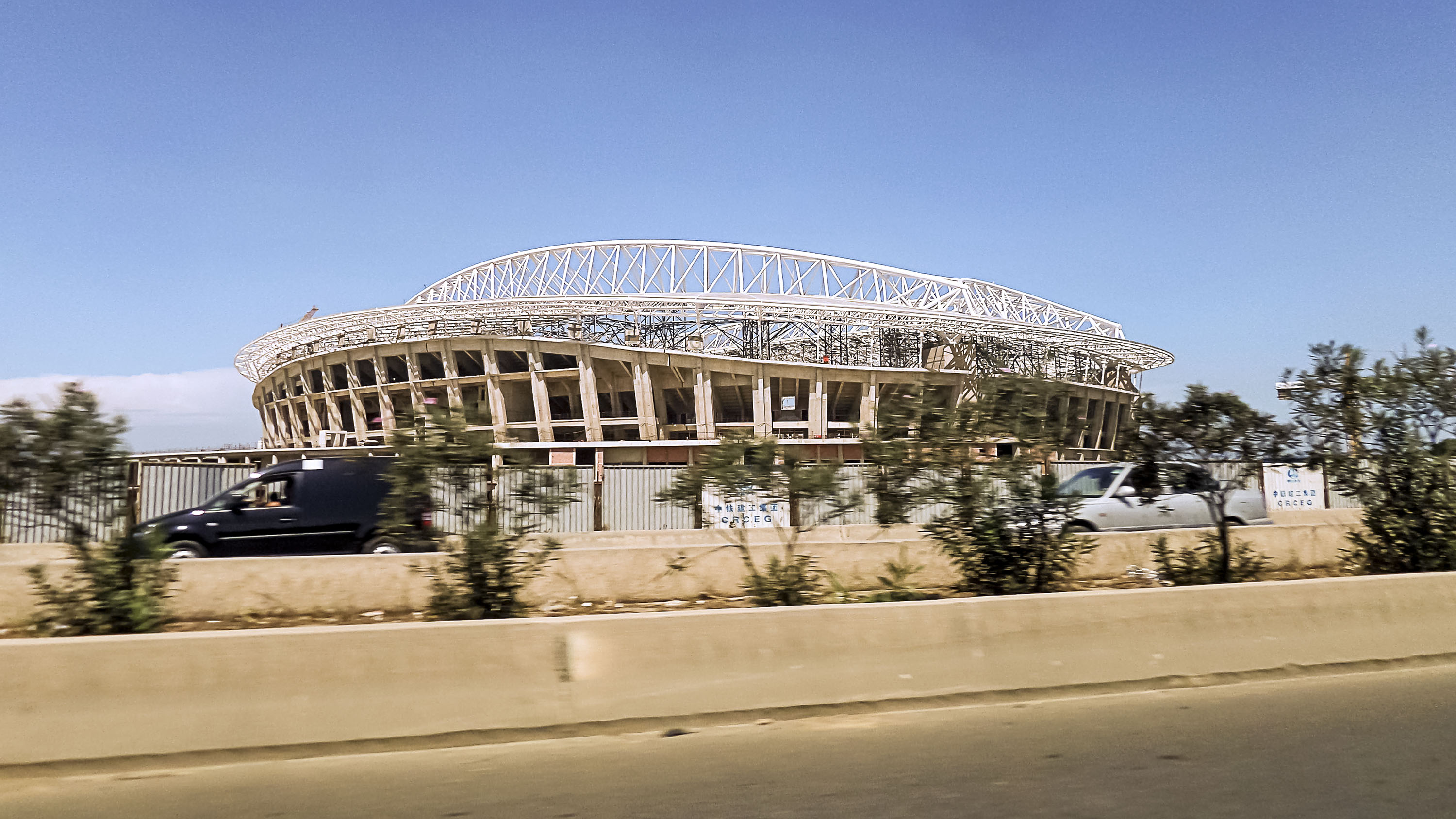
Stade Nelson Mandela

- Stade Nelson-Mandela, inauguré en janvier 2023.
- Stade communal Chahid Aït El-Hocine (capacité d'environ 3 000 places), doté d'une pelouse en gazon synthétique où évolue les équipes de football du DRB Baraki, MR Baraki et ESC Baraki.
- Salle Omnisports Mahdi Boualem, située à Benghazi, (capacité de 2 000 places) où évolue l'équipe de handball du Chabab Riadhi Baladiat Baraki '''CRBB'''.
- Salle Omnisports Kheider Seghir,
- Salle de Judo Tahar Nazef.
- Salle Omnisports de Baraki; connue par le nom Salle Bleue.

### Infrastructures Hôtelières
La ville de Baraki compte deux structures hôtelières : 
- l'hôtel El Forssane (3 étoiles), situé au niveau du Grand rond-point.
- l'hôtel Nazef (3 étoiles), situé à la rue Youcef Boubaya.

## Lieux de cultes
La ville de Baraki dispose de treize mosquées.
- Mosquée Cheikh Bachir El Ibrahimi sis à la route de Larbaa.
- Mosquée Quba, située au boulevard Mohamed Belarbi.
- Mosquée El-Djoud wa El-Kamal; appelée communément Mosquée du Cheikh Belkacem.
- Mosquée Mohamed Belarbi, appelée communement Mosquée du Hadj Ahmed.
- Mosquée Errahmane, située à El-Merdja.
- Mosquée Malek Bennabi, située à la cité 2004 Logts.
- Mosquée Mouadh Ibn Jabal, située à Bentalha.
- Mosquée Abu Bakr Seddik, située à Bentalha.
- Mosquée El-Fath, située à la cité des 13 hectares
- Mosquée El-Wafaa; situé à Cité 13 Hectares.
- Mosquée Ibn Badis, située à Haouche Mihoub.
- Mosquée Oussama Ibn Zayd, située à El-Merdja.
- Mosquée El-Islah, située à El-Merdja Quartier El-Hourria.
- Mosquée Omar Ibn Khattab, située à Benghazi.

|  |  |

## Culture et patrimoine
La commune dispose d'une bibliothèque communale et d'un centre culturel.
- Jardin public Place des Martyrs, inauguré en 1947.
- Centre culturel Moufdi Zakaria, inauguré en 1997.
- Bibliothèque communale Chahid Abdelkader Belkhodja, inaugurée 2012.

## Personnalités liées à la commune
- Djillali Hadjebi, romancier et nouvelliste, y est né le 3 juillet 1947[14].
- Mustapha Benyahia (22.05.1948- 09.07.2023), footballeur, ancien milieu de terrain du DRB Baraki, du RC Kouba et de l'équipe nationale, y est né[15].
- Mohamed Bakhti (1924 - 1996), le marcheur solitaire, qui a fait le tour d'Algérie à la marche en 1953 [16].
- Jocelyne Mas, écrivaine et poétesse française, y a passé son enfance[17].
- Marie Soussan (1895 - 1977), chanteuse et actrice de théâtre juive y possédait une maison de campagne durant les années 1940[18].
- Mohamed Daoudi, chanteur Chaâbi, y est né le 02 avril 1954[19].
- Idir Aït El-Hadj, chanteur Chaâbi, y est né le 1 octobre 1964[19].
- Mohamed El Djezzar (03.10.1964 - 15.09.2023), footballeur, ancien attaquant du DRB Baraki et USM El Harrach, y est né.
- Cheikh Omar Larbaoui (ar) (1907 - 02.12.1984), est enterré au cimetière de Sidi Arcine.
- Mohamed Djeralfia (1958 - 09.10.2019), acteur et metteur en scène de télévision et de radio[20],[21].
- Reda Doumaz (22 juin 1956), musicien et chanteur chaabi, y habite à la cité 2004 logts.